# محمد شاه الأول
محمد بن أرسلان شاه الأول المُلقب بـ "مغيث الدنيا و الدين" - أمير سلجوقي و حاكم سلاجقة كرمان السابع.

## ولايته
عندما وصل إلى السلطة ، أعمى بعض إخوته وقتل بعضهم، ولم تخلو فترته من مناوشات ومعارك قصيرة مع السلاجقة العظماء. وفي وقته ، بدأ التطور العلمي ، وقدّم الأهتمام في علم الفلك والعمارة. . 